# Tiếng Ossetia

Bản đồ ngôn ngữ-dân tộc của Kavkaz hiện đại - bản đồ của CIA

Tiếng Ossetia (Ирон aвзаг, Iron ævzag hay Иронау, Ironau) là một ngôn ngữ thuộc ngữ chi Ấn-Iran của Ngữ hệ Ấn-Âu được sử dụng tại Ossetia, một khu vực tại dãy núi Kavkaz. Khu vực thuộc Nga được gọi là nước Cộng hòa Ossetia-Alania, trong khi khu vực phía nam là Nam Ossetia, một lãnh thổ được Nga, Nicaragua, Venezuela và Nauru công nhận độc lập nhưng được phần còn lại của thế giới coi là một phần của Gruzia. Tổng số người nói tiếng Ossetia là khoảng 525.000 người, 60% trong số đó sống ở Alania (Bắc Ossetia-Alania), 10% sống ở Nam Ossetia.

## Lịch sử
Tiếng Ossetia được người Ossetia sử dụng, dân tộc này sống ở phần trung tâm của dãy núi Kavkaz. Tiếng Ossetia, cùng với tiếng Kurd, tiếng Tat, tiếng Talysh là một trong những ngôn ngữ thuộc nhóm Iran có cộng đồng sử dụng khá lớn tại Kavkaz. 

## Chữ viết
Trước khi bị Đế quốc Nga xâm chiếm, tiếng Ossetia được ghi nhận là không có chữ viết. Tiếng Ossetia sau đó sử dụng chữ Kirin và quyển sách tiếng Ossetia đầu tiên viết theo kiểu chữ này được phát hành năm 1798. Cùng thời gian đó, chữ Gruzia được sử dụng ở một số khu vực ở phía nam dãy núi Kavkaz: năm 1820, Yalguzidze đã phát hành một bảng chữ cái được sửa đổi từ chữ Gruzia.